# Reïna-Flor Okori
Reïna-Flor Okori (ur. 2 maja 1980 w Libreville) – francuska lekkoatletka gabońskiego pochodzenia, specjalizująca się w sprinterskich biegach przez płotki. Od 2016 roku reprezentuje Gwineę Równikową. 
Jako juniorka uprawiała także skok w dal. Sportową karierę zaczynała w roku 1996, kiedy to startowała na mistrzostwach świata juniorów w Sydney. W 1999 zdobyła złoty medal w biegu na 100 metrów przez płotki podczas mistrzostw Europy juniorów w Rydze. Dwa lata później zajęła 5. miejsce podczas uniwersjady w Pekinie. Startowała na igrzyskach olimpijskich w Atenach, na których dotarła do półfinału. Bez powodzenia startowała na halowych mistrzostwach Europy w Madrycie (2005). W tym samym roku zajęła 5. miejsce w finale igrzysk śródziemnomorskich rozgrywanych w Almerii. Swój występ na mistrzostwach świata w Helsinkach zakończyła na fazie półfinałowej. Do tego samego etapu zawodów dotarła podczas mistrzostw Europy rozgrywanych w sierpniu 2006 roku w Göteborgu. Uplasowała się na szóstej pozycji w finale biegu na 60 metrów przez płotki podczas halowych mistrzostw Starego Kontynentu w Birmingham. Na tym samym dystansie, nie udało jej się przebrnąć przez fazę eliminacyjna w trakcie trwania halowych mistrzostw świata w Walencji (2008). W tym samym roku ponownie startowała na igrzyskach olimpijskich – tym razem w Pekinie. Szóste miejsce w swoim biegu półfinałowym nie dało jej awansu do finału. W 2012 po raz trzeci wzięła udział w olimpiadzie, tym razem nie przechodząc fazy eliminacyjnej. Także na eliminacjach zakończyła swój występ podczas halowych mistrzostw Europy w 2013. W tym samym roku dotarła do półfinału mistrzostw świata w Moskwie. W 2016 reprezentowała Gwineę Równikową na igrzyskach olimpijskich w Rio de Janeiro.
Wielokrotna medalistka mistrzostw Francji.
Rekordy życiowe: bieg na 60 metrów przez płotki (hala) – 7,97 (18 lutego 2007, Aubière); bieg na 100 metrów przez płotki – 12,65 (11 maja 2008, Montgeron).